# Arif Alvi
Arif-ur-Rehman Alvi (Karacsi, 1949. július 29. –) pakisztáni fogorvos és politikus, 2018 és 2024 között az ország elnöke volt.

## Élete
1949. július 29-én született Karacsi városában. Korai tanulmányait szülővárosában végezte, majd 1967-ben Lahore-ba költözött fogorvosi képzés céljából. 1975-ben mesterképzést szerzett fogszabályozásból a Michigani Egyetemen,  majd 1984-ben mesterfokozatot kapott fogszabályozásból a kaliforniai San Franciscó-i Egyetemen. Hazatérése után megalapította az Alvi Fogászati Kórházat.
2013 és 2018 között a pakisztáni parlament tagja volt. A 2018-as elnökválasztáson a Pakisztáni Igazságért Mozgalom (PTI) jelöltjeként indult el, majd 352 elektori szavazatot szerezve hivatalosan is ő lett Pakisztán 13. elnöke.
Felesége Samina Alvi, akitől négy gyermeke van.

## Külső hivatkozások
- Twitter
- Instagram